# Áreas protegidas dos Estados Unidos

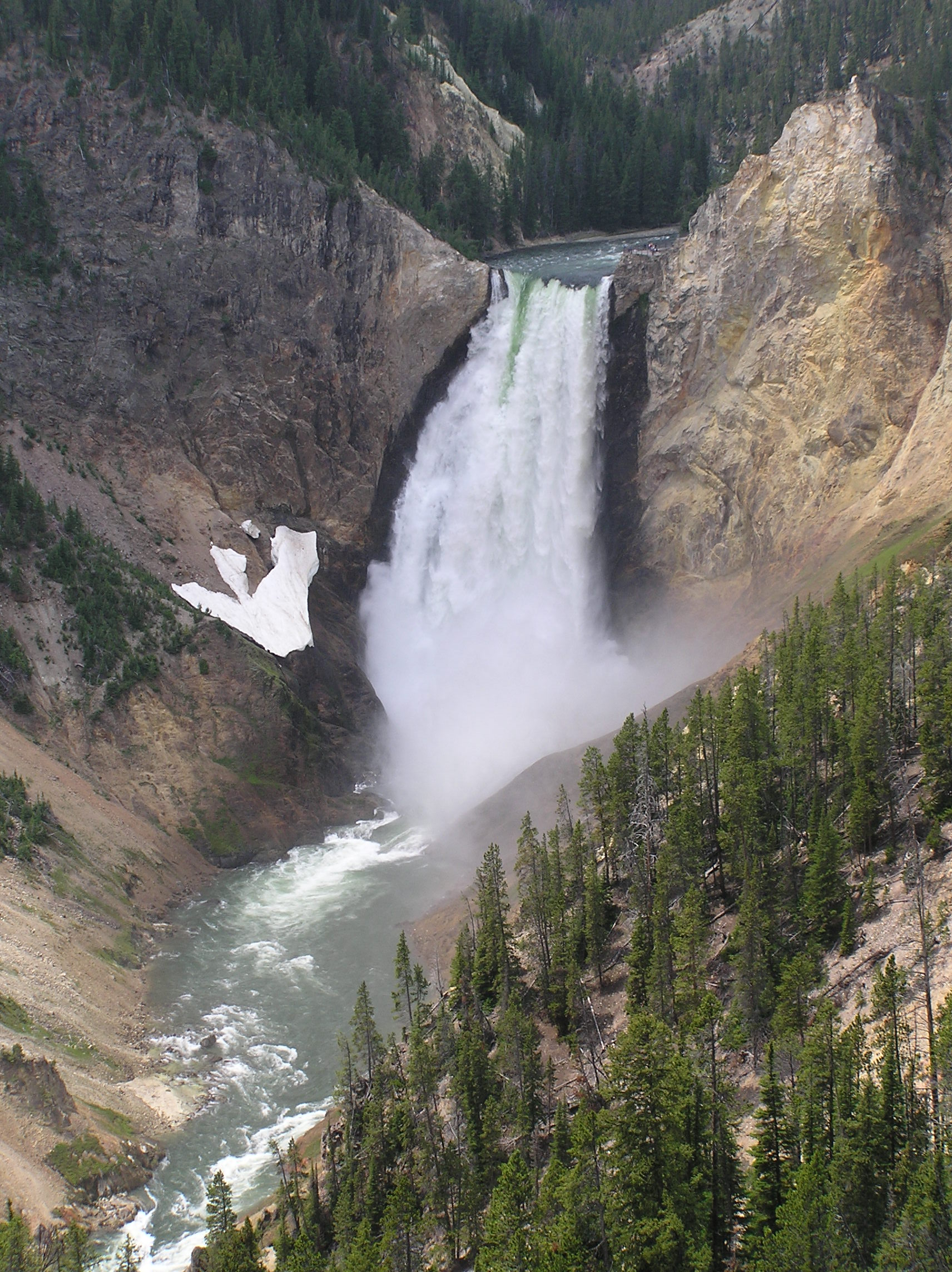
Grand Canyon de Yellowstone

As áreas protegidas dos Estados Unidos são áreas protegidas geridas por uma gama de diferentes autoridades federais, estaduais, tribais e locais americanas, e que contam com níveis de proteção que variam amplamente. Enquanto algumas áreas são geridas para que permaneçam selvagens, em outras a exploração comercial controlada dos recursos naturais é permitida. Em 2015, as 25.800 áreas protegidas americanas cobrem 1.294.476 km2,ou 14% da superfície terrestre dos Estados Unidos. Além disso, o país tem um total de 787 áreas protegidas marinhas, que cobrem 1.271.408 km² adicionais, ou 12% da superfície marinha americana.
Parte dessas áreas são geridas em parceria entre diferentes esferas do governo. O Memorial Nacional Father Marquette é um exemplo de área protegida federal gerida por um governo estadual, ao passo que a Trilha Kal-Haven é um exemplo de área estadual gerida por um governo de condado.

Em 2015, os Estados Unidos são um dos poucos países do mundo a não terem ratificado a Convenção sobre Diversidade Biológica, o principal acordo internacional sobre áreas protegidas.

## Áreas protegidas federais
Em 2007, de acordo com o Programa Ambiental dos Estados Unidos, o país tinha 6.770 áreas protegidas terrestres federais. As áreas protegidas federais americanas são geridas por uma variedade de agências e instituições, e a maioria delas se encontra sob a tutela do Serviço de Nacional de Parques, ligado ao Departamento do Interior dos Estados Unidos. Outras áreas são geridas pelo Serviço Florestal dos Estados Unidos, pelo Escritório de Gestão do Território e pelo United States Fish and Wildlife Service.

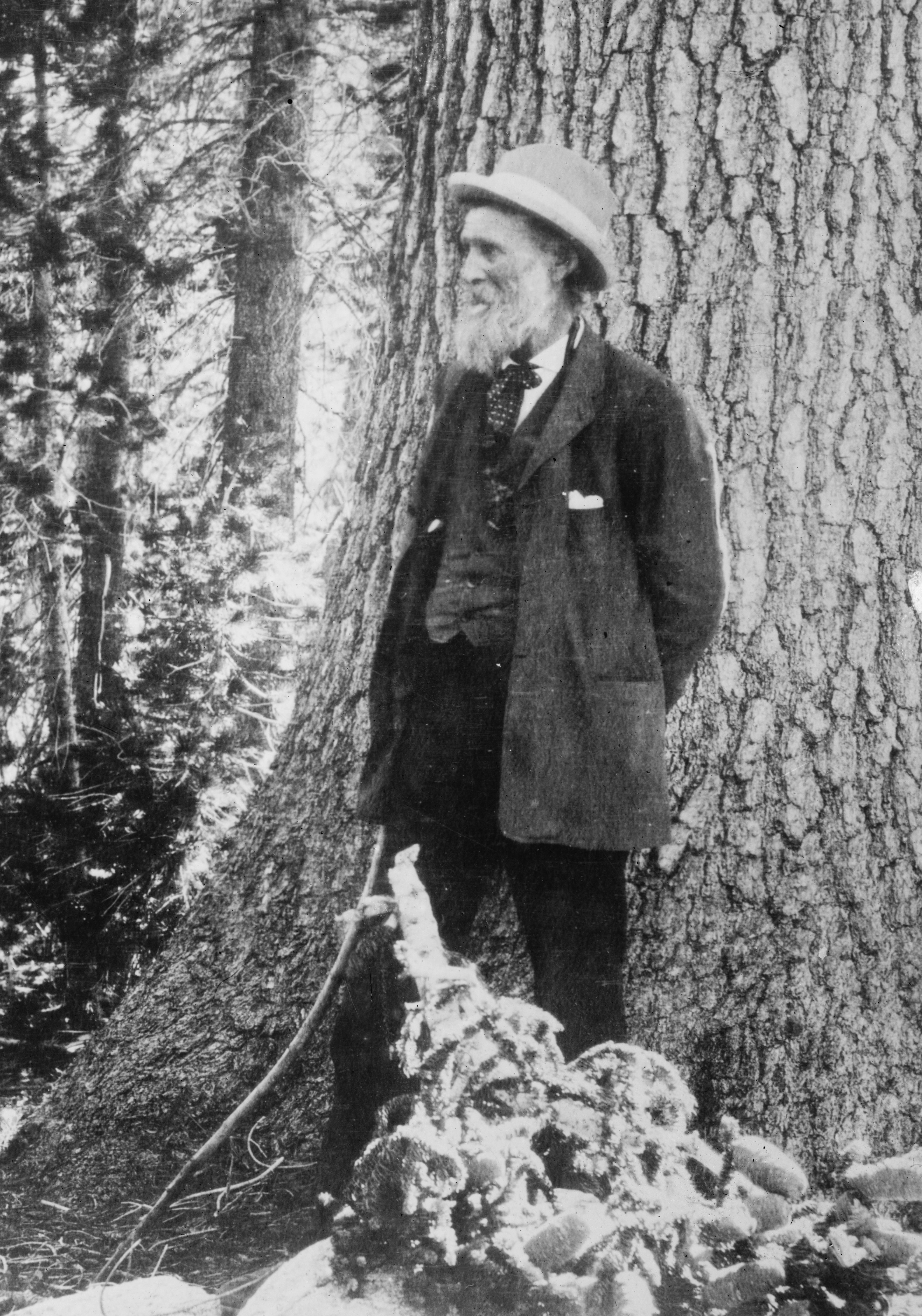
John Muir (1838-1914), um dos principais inspiradores do Serviço de Nacional de Parques."Por quê o homem deveria considerar-se mais do que apenas uma pequena parte da grande unidade da Criação?" - John Muir.

O confuso sistemade nomenclaturas de áreas protegidas do país resulta em algumas tipologias sendo usadas por mais de uma agência. Por exemplo, tanto o Serviço Nacional de Parques quanto o Serviço Florestal dos Estados Unidos operam Preservações Nacionais (National Preserves) e Áreas Nacionais de Recreação. Igualmente, o Serviço Nacional de Parques, o Serviço Florestal e o Escritório de Gestão do Território operam áreas chamadas Monumentos Nacionais. Áreas Nacionais Selvagens (National Wilderness Areas) são criadas no interior de outras áreas protegidas geridas por outras instituições, e frequentemente se superpõem a múltiplas áreas protegidas geridas por diferentes instituições.
Categorias federais de áreas protegidas
- Serviço de Nacional de Parques
  - Parques Nacionais (National Parks)
  - Preservações Nacionais (National Preserves)
  - Praias Marinhas Nacionais (National Seashores)
  - Praias Lacustres Nacionais (National Lakeshores)
- Florestas Nacionais
  - Florestas Nacionais (National Forests)
  - Pradarias Nacionais (National Grasslands)
- Monumentos Nacionais (National Monuments)
- Santuários Marinhos Nacionais (National Marine Sanctuaries)
- Áreas Nacionais de Recreação (National Recreation Areas)
- Sistema Nacional de Conservação da Paisagem (National Landscape Conservation System)
- Reservas Nacionais de Pesquisas em Estuários (National Estuarine Research Reserves)
- Sistema Nacional de Trilhas (National Trails System)
- Sistema Nacional de Rios Selvagens e Cênicos (National Wild and Scenic Rivers System)
- Sistema Nacional de Preservação da Natureza Selvagem (National Wilderness Preservation System)
- Sistema Nacional de Refúgios da Vida Selvagem (National Wildlife Refuge System)

## Áreas protegidas estaduais
Cada um dos estados da federação americana possui seu próprio sistema de áreas protegidas estaduais. Essas áreas variam amplamente, desde pequenos parques urbanos até amplas áreas comparáveis a parques nacionais. Alguns parques, como o Parque Adirondack, são similares aos parques nacionais da Inglaterra e Gales, contendo numerosas cidades dentro do perímetro do parque. O parque estadual Wood-Tikchik no Alasca é tido como o maior parque estadual do país se consideradas terras contíguas, e sua área de 650.000 ha, faz dele maior que muitos dos parques nacionais do pais.

## Áreas protegidas locais
Muitos condados, cidades, autoridades metropolitanas, governos regionais e estaduais, e outras unidades territoriais do governo americano, frequentemente são responsáveis por gerir áreas protegidas criadas em nível local. Muitas dessas áreas são apenas áreas de piquenique ou playgrounds, enquanto outras podem ser extensas reservas naturais. O Parque de South Mountains, em Phoenix, por exemplo, é a maior área protegida urbana dos Estados Unidos, com 65 km².